# Lesa
Lesa é uma comuna italiana da região do Piemonte, província de Novara, com cerca de 2.402 habitantes. Estende-se por uma área de 12 km², tendo uma densidade populacional de 200 hab/km². Faz fronteira com Belgirate (VB), Brovello-Carpugnino (VB), Ispra (VA), Massino Visconti, Meina, Nebbiuno, Ranco (VA), Stresa (VB).

## Demografia
| Variação demográfica do município entre 1861 e 2011                               |
|                                                                                   |
| Fonte: Istituto Nazionale di Statistica (ISTAT) - Elaboração gráfica da Wikipedia |